# Болсунов, Андрей Анатольевич
Андрей Анатольевич Болсунов (14 января 1969, Одесса — 27 января 2021, Москва) — российский актёр театра и кино.

## Биография
Родился 14 января 1969 года в Одессе.
Ещё в школьные годы начал играть в студенческом театре-студии «Встреча» (КемГУ). В 1986—1987 гг. учился в Кемеровском государственном университете на факультете филологии и журналистики, был призван со второго курса на воинскую службу в рядах РВСН СССР. После службы в армии поступил в Театральное училище им. М. Щепкина (курс В. А. Сафронова), которое окончил в 1993 году.
С 1993 года актёр Московского драматического театра им. Н. В. Гоголя.
Скончался 27 января 2021 года в Москве на 53-м году жизни из-за продолжительной болезни. Прощание с актёром состоялось 30 января в Церкви Иоанна Предтечи на Николо-Хованском центральном кладбище, похоронен в Москве на Николо-Хованском кладбище.

## Творчество

### Театральные работы

#### Московский драматический театр им. Н. В. Гоголя
1994
- «Знак батареи Красного Дьявола» Т. Уильямса (режиссёр Сергей Яшин)

1995
- «Долгий день уходит в ночь» Ю. О’Нила (режиссёр Сергей Яшин) — Эдмунд
- «Вернись, малютка Шеба» У. Инджа (режиссёр Эдвард Хастингс)
- «Чужой ребёнок» В. Шкваркина (режиссёр Александр Бордуков) — Костя

1997
- «Иванов» А. П. Чехова (режиссёр Сергей Яшин) — Евгений Константинович Львов
- «Мария Стюарт» Ф. Шиллера (режиссёр Игорь Цалон) — Мортимер

1998
- «Петербург» А. Белого (режиссёр Сергей Голомазов)

1999
- «Моё преступление» Л. Вернейля, Ж. Бера (постановка Сергей Яшин, режиссёр Евгения Кемарская) — Андрэ Боннар

2000
- «Долетим до Милана» О. Заградника (режиссёр Евгения Кемарская) — Лукаш

2006
- «Веер леди Уиндермир» О. Уайльда (режиссёр Сергей Яшин) — Сесил Грэхем
- «Однажды в Калифорнии («Истинный Запад»)» С. Шепарда (постановка Сергей Яшин, режиссёр Вячеслав Сорокин) — Остин[4]

2007
- «Театральный роман» М. А. Булгакова (режиссёр Константин Богомолов) — Ксаверий Ильчин, Романус[5][6]

2009
- «Портрет» по произведениям Н. В. Гоголя (режиссёр Андрей Левицкий)

2010
- «Тётка Чарлея» Б. Томаса (режиссёр Сергей Яшин) — сэр Фрэнсис Чеснэй

2012
- «Мистраль» О. А. Кучкиной (постановка Сергей Яшин, режиссёр Вячеслав Сорокин) — Поль Гоген[7]

#### Театр «Модернъ»
- «Петля» Р. Ибрагимбекова (режиссёр Светлана Врагова) — Жюль[8]

### Фильмография
- 1995 — Сады Диониса, режиссёр М. Беберашвили — Художник
- 1999 — Святой и грешный, режиссёр И. Соловов — камео
- 2005 — Авантюристка, режиссёр Д. Дьяченко — Том
- 2006 — Рудольфио, режиссёр О. Лобанова — Рудольф
- 2007 — Слуга государев, режиссёр О. Рясков — адъютант Карла
- 2010 — Записки экспедитора Тайной канцелярии, режиссёр О. Рясков — французский посол
- 2012 — Второй убойный (телесериал), режиссёр С. Власов — Геннадий